# Cesare Breveglieri

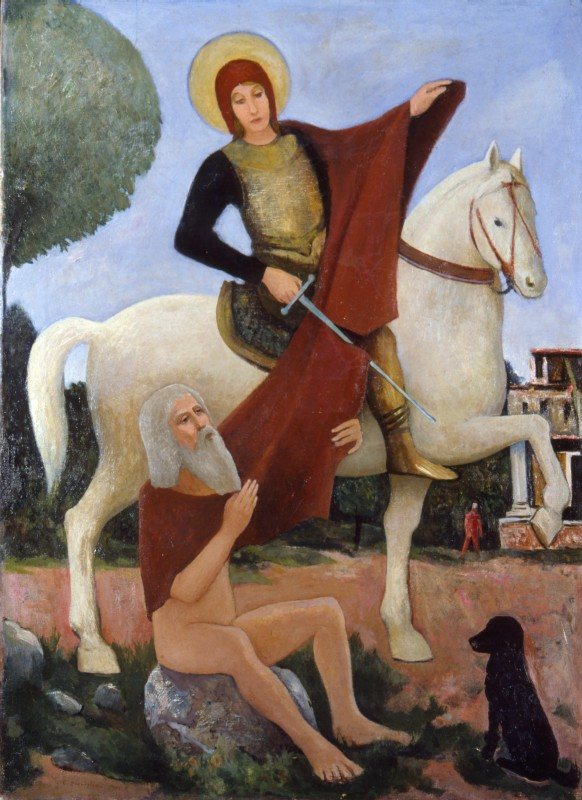
San Martino, 1932 (Collezioni d'arte della Fondazione Cariplo)

Cesare Breveglieri (Milano, 12 marzo 1902 – Milano, 22 marzo 1948) è stato un pittore italiano.

## Biografia
Cesare Breveglieri nacque a Milano il 12 marzo 1902 da genitori ferraresi. Frequentò le magistrali e contemporaneamente la scuola serale per artefici all'Accademia di Brera. Passò attraverso esperienze diverse: maestro, impiegato, commesso viaggiatore, ma seppe mantenere viva la propria vocazione artistica, finché nel 1928, abbandonate queste attività, si dedicò completamente alla pittura.
Il suo primo contatto con la critica milanese fu positivo ed avvenne in occasione di una mostra sindacale al Palazzo de La Permanente nel 1929, dove espose il quadro "Le ballerine". Nel 1930 vinse il premio Pensionato Sarfatti, della Cassa di Risparmio delle Provincie Lombarde con il quadro "Maternità" che gli consentì di recarsi a studiare prima a Roma e a Firenze e poi a Parigi, dove rimase per un lungo periodo. In occasione del pensionato Sarfatti del 1932 una sua opera, San Martino, venne acquistata dalla Fondazione Cariplo.
Amò Picasso, Matisse, ma particolarmente lo attrassero Maurice Utrillo e Henri Rousseau, perché più vicini al suo mondo poetico. Essi gli insegnarono a capire il fascino del quotidiano, di quello che avviene sotto gli occhi ogni giorno e a penetrarlo senza lasciarsi prendere dall'apparenza. Rientrato in Italia lavorò attivamente e partecipò alla vita culturale di quel periodo a Milano. Legato da rapporti di amicizia con diversi pittori tra i quali Carlo Carrà (al quale fece un ritratto), Gianfilippo Usellini, Francesco Speranza, Donato Frisia, Filippo de Pisis. Di quest'ultimo amava la spontaneità e felicità dell'operare. Interessante è la corrispondenza intrattenuta con Guglielmo Usellini, uno dei fondatori della rivista culturale Arca.
Il pittore Felice Carena, docente all'Accademia di belle arti di Firenze gli chiese una sua opera da esporre tra quelle degli artisti più significativi di quel periodo. Venne chiamato a far parte della Commissione giudicatrice dei saggi eseguiti nella scuola superiore degli artefici all'Accademia di Brera a partire dal 1936 al 1939. Insegnò presso la Società Umanitaria dal 1935 al 1937. Nel 1938 tenne la sua prima personale alla Galleria del Milione. Nel 1940 fu richiamato sotto le armi. Da questa amara esperienza è nato il quadro "Rancio della territoriale", che in buona fede mandò a Roma ad una mostra che avrebbe dovuto celebrare l'esercito italiano. In mezzo a tante opere solenni, i suoi "patetici soldatini" parvero un'irriverente denuncia, e il quadro fu respinto. Se ne accorse il poeta Leonardo Sinisgalli: "Tu sei un pittore!" gli disse.
Congedato nel 1942 raggiunse la famiglia sfollata a Robbiate. Qui visse tre anni sereni e qui dipinse la verde campagna, i contadini, i campi di granoturco, le piccole chiese, il ponte di Paderno; con lo stesso amore minuzioso con cui a Milano, aveva saputo cogliere l'atmosfera e i personaggi del teatro Gerolamo e di San Siro, o in riviera, la gente che passeggia sul lungomare affiancato di palme. "L'Utrillo italiano" così lo definì Liana Bortolon. (Grazia n.1395 - anno 1967).
Nel 1946 collaborò con la rivista di cultura e di attualità La Lettura del Corriere della Sera commentando con disegni umoristici fatti e avvenimenti del tempo. Tenne la sua ultima personale nel 1946 alla Galleria del Camino in via Sant'Andrea a Milano. Morì nel 1948 nella piena maturità artistica, alla vigilia di una profonda svolta nella sua pittura, come confidava all'amico di sempre Giovanni Fumagalli durante la malattia. Venne sepolto al cimitero monumentale di Milano.

## Mostre
Ha svolto un'intensa attività artistica ed ha partecipato a numerose mostre:
- 1931 Prima Quadriennale di Roma
- 1932 Concorso del pensionato C.Sarfatti. Accademia di Brera, Milano
- 1932 XVIII Biennale di Venezia
- 1932 III Mostra d'Arte del Sindacato Lombardo, La Permanente, Milano
- 1933 V Triennale di Milano con "Olimpiadi"
- 1934 Undici giovani. Casa d'Artisti, Milano
- 1934 V Mostra d'Arte del Sindacato Lombardo. La Permanente, Milano
- 1935 Mostra d'Arte Italiana a Budapest
- 1935 VI Mostra d'Arte del Sindacato Lombardo. La Permanente, Milano
- 1935 II Quadriennale di Roma
- 1936 VII Mostra d'Arte del Sindacato Lombardo. La Permanente, Milano
- 1936 XX Biennale di Venezia
- 1936 Mostra acquarellisti lombardi, Milano La Permanente
- 1936 Mostra a Pavia. Mostra Istituto Belle Arti di Toscana, Firenze
- 1937 La Primaverile, La Permanente, Milano
- 1937 VII Mostra d'Arte del Sindacato Lombardo. La Permanente, Milano
- 1937 L'Autunnale. La Permanente, Milano
- 1939 Mostra del paesaggio italiano a Bergamo
- 1939 Mostra dei Premi dell'Accademia di Brera. La Permanente, Milano
- 1939 X Mostra d'Arte del Sindacato Lombardo. La Permanente, Milano
- 1939 III Quadriennale di Roma
- 1940 XXII Biennale di Venezia
- 1940 XI Mostra d'Arte del Sindacato Lombardo. La Permanente, Milano
- 1940 Il Premio Bergamo, Bergamo
- 1941 Mostra Nazionale di Milano, Milano
- 1941 Mostra Intersindacale di Belle Arti. Palazzo dell'Arte, Milano
- 1941 III Mostra Provinciale del Sindacato Lombardo. La Permanente, Milano
- 1942 XII Mostra Interprovinciale del Sindacato. La Permanente, Milano
- 1943 Mostra del Disegno Italiano, Galleria Cairola, Milano
- 1943 IV Quadriennale di Roma
- 1943 Seconda Mostra d'Arte, Verona
- 1943 XII Mostra del Sindacato Lombardo. La Permanente, Milano
- 1944 XXIV Biennale di Venezia
- 1945 Galleria 15 Borgonuovo, Milano
- 1948 I Mostra nazionale d'arte contemporanea, Villa Reale, Milano
- 1948 XXIV Biennale di Venezia
- 1950 Pittura Contemporanea, Saletta del Grifo, Torino
- 1950 Prima Mostra del Sindacato Regionale Lombardo, Palazzo dell'Arte, Milano
- 1952 Prima Mostra figurativa contemporanea "Gruppo Amici di Desio"
- 1954 e 1955 Galleria Montenapoleone
- 1955 VII Quadriennale di Roma
- 1958 Centro Culturale Francese "Paris vu par les peintres italiens"
- 1960 Galleria Bergamini, Milano
- 1961 La figura nell'Arte italiana contemporanea. Galleria La Bussola. Torino
- 1971 Mostra di pittori e scultori che recitano a soggetto, Palazzo della Permanente, Milano
- 1985 III Biennale Nazionale d'Arte Contemporanea, Generazione Primo Decennio, Rieti (Palazzo Vescovile)
- 1994 Galleria delle ore, Milano
- 1997 Stanze del Paesaggio lombardo da Boccioni a Morlotti. Museo della Permanente, Milano
- 2001 Tempo di guerra. Artisti al fronte, sfollati, sotto le bombe. La Permanente, Milano
- 2005 Milano Anni Trenta, l'arte e la città. Milano, Spazio Oberdan

### Mostre personali
- 1938 Galleria del Milione, Milano
- 1943 Galleria del Milione, Milano
- 1946 Galleria del Milione, Milano
- 1949 Galleria La Bussola, Torino
- 1950 Disegni di Cesare Breveglieri, Galleria del Milione, Milano
- 1954 Galleria Montenapoleone, Milano
- 1955 Galleria La Bussola, Torino - Galleria La Loggia, Bologna - Galleria Montenapoleone, Milano
- 1956 Galleria L'Obelisco, Roma
- 1960 Galleria delle Ore, Milano
- 1978 Omaggio a Cesare Breveglieri, Galleria delle Ore, Milano
- 1980 Breveglieri, La Permanente, Milano
- 1983 Circolo della Stampa, Milano
- 1987 La Compagnia del Disegno, Milano

### Premi
- 1930 Pensionato Sarfatti della Cassa di Risparmio delle Provincie Lombarde con "Maternità"
- 1934 Premio Fumagalli per il paesaggio "Neve in via Giambologna"
- 1936 Premio delle Corporazioni con "La piscina di Gorla"
- 1936 Premio Frank Pavia con "La madre prolifica"
- 1937 Premio del Paesaggio lecchese alla quarta Quadriennale di Lecco
- 1939 Premio Fornara con "Spiaggia a Fiumetto"
- 1943 Premio relativo alla 12º Mostra Interprovinciale
- 1947 Premio Tigullio

## Musei che possiedono le sue opere
- Museo del Novecento con "La nevicata in via Giambologna" e "Spiaggia a Fiumetto"
- Galleria d'arte moderna con "Le due sorelle"
- MART con "Chiesa della Salute"
- Collezioni d'arte della Fondazione Cariplo con San Martino
- Musei Civici di Lecco con "Lecco vista dal campanile"

## Critica
- Ma quello che più mi piace è il senso realistico e poetico che sostanzia la visione del pittore e si realizza in rapporti tonali e spaziali raramente riscontrabili in un giovane. Carlo Carrà, L'Ambrosiano - 09.06.1935
- Per questo le tele del Breveglieri non mancano mai d'interesse. In altri termini di fronte ai suoi quadri vien voglia di dire: ognuno sia pittore a modo suo, ma sia. Carlo Carrà, L'ambrosiano - 16.12.1937
- La sua pittura è tutta nitida ed esposta: ritagli di tinte vivaci non modulate, a spicco su fondi netti, accanto ad altri ritagli altrettanto vivaci, senza mai tentativo di attenuare le difficoltà con colori medi e di più facile fusione. Guido Piovene, Edizioni del Milione - 1949
- Breveglieri ci narra la sua storia, la storia della sua città e dei suoi abitanti: non un racconto in disegni, ma disegni che raccontanno. Antonio Tullier - Arte moderna italiana n.48 - Ulrico Hoepli Editore, Milano 1950
- Più il tempo passa e più l'arte di Breveglieri appare schietta salda e originale. Candido - 04.12.1955
- Ma sotto l'aspetto primitivo delle sue composizioni si rivela lo studio dei grandi maestri e un senso modernissimo del colore, attuato a macchie pure, a blocchi, come un mosaico. Liana Bortolon - Grazia - 09.04.1961
- Risolte le esperienze giovanili, maturo, accomunando intelligenza e sensazioni Breveglieri si sforzò con successo di penetrare lo spirito della natura staccandosi dalla realtà esteriore per cogliere l'universalità ideale in una visione placata e profonda. Dino Campisi, Il Conciliatore - 15.05.1969
- Se fossi ladro (come oggi è di moda) farei di tutto per portarmi via "La gabbia dei pappagalli" di Breveglieri... Dino Buzzati, Corriere della Sera - 29.03.1971
- Un pittore così coscienzoso e così attaccato alla "qualità" da spingersi a controllare centimetro per centimetro il tessuto pittorico dei suoi dipinti allo scopo di vedere se conservavano in ogni loro parte la necessaria vibrazione. Renzo Biasion, Oggi - 26.04.1971
- Dalle prime retrospettive dopo la sua morte un inspiegabile ed ingiusto silenzio era sceso sul suo nome di questo pittore tra i più personali e ricchi di fascino di quanti operavano a Milano. Renzo Biasion, Oggi - 07.03.1980
- Breveglieri adoperava sempre una matita Hardtmuth 2B e preferiva la carta bianca sostenuta: gli piaceva appunto il contrasto tra bianco e nero [...] prendeva la sua cartella e via per le strade di Milano o dovunque si trovasse [...] era meticoloso e preciso non aveva tentennamenti. Cancellava assai di rado, perché pensava molto prima di mettere un tratto sulla carta. Giovanni Fumagalli, Arte - marzo 1986
- Un'avventura che si sgrana, davanti ai nostri occhi, con la tenerezza di un muschio, ma altresì con la dolente ironia che fu, appunto di Gadda o d'un Tessa, loro e solo loro, ben più che i pittori coevi o immediatamente precedenti, sembrano i fratelli in passione soci, di Breveglieri. Giovanni Testori, Corriere della Sera - 04.03.1987
- Dolce e delicata poesia di Cesare Breveglieri fatta di ordine, misura, pulizia per l'incanto continuo delle cose, la loro quotidiana magia in una casa, in un albero, in un volto! Vittorio Sgarbi, L'Europeo - 14.03.1987